# Friuli Isonzo Rosso
Il Friuli Isonzo rosso è un vino DOC la cui produzione è consentita nella provincia di Gorizia.

## Caratteristiche organolettiche
- colore: rosso vivace, rubino
- odore: leggermente erbaceo
- sapore: asciutto o amabile, di corpo, pieno, armonico, tranquillo.

## Produzione
Provincia, stagione, volume in ettolitri
- Gorizia  (1990/91)  283,37
- Gorizia  (1991/92)  348,53
- Gorizia  (1992/93)  514,16
- Gorizia  (1993/94)  326,98
- Gorizia  (1994/95)  338,28
- Gorizia  (1995/96)  351,23
- Gorizia  (1996/97)  350,7